# Via ferrata Fusetti
La via ferrata sottotenente Mario Fusetti è un sentiero attrezzato che risale il Sass de Stria dal passo Valparola in provincia di Belluno. È stata realizzata nel 2018 dagli Alpini impegnati nella ricerca dei resti del sottotenente Mario Fusetti che effettuò la stessa scalata il 18 ottobre 1915 per cercare di conquistare la vetta con un colpo di mano del suo piccolo gruppo di soldati.